# Ibrahim Bunduka
Ibrahim Bunduka (1994) è un lottatore sierraleonese, specializzato nella lotta greco-romana e libera.

## Biografia
Ai campionati africani di Hammamet 2023 ha conquistato la medaglia d'argento nel torneo di lotta greco-romana 60 kg, dopo essere rimasto sconfitto contro l'egiziano Haithem Mahmoud. Ha inoltre combattuto nel torneo di lotta libera 61 kg, in cui si è classificato ottavo.

## Palmarès
| Anno | Manifestazione      | Sede     | Evento   | Risultato | Note |
| ---- | ------------------- | -------- | -------- | --------- | ---- |
| 2023 | Campionati africani | Hammamet | GR 60 kg | Bronzo    |      |
| 2023 | Campionati africani | Hammamet | LL 61 kg | 8º        |      |